# Eskilstrup (plaats)
Eskilstrup is een plaats in de Deense regio Seeland, gemeente Guldborgsund, en telt 1142 inwoners (2007).
De plaats ligt op het eiland Falster.